# Graitschen bei Bürgel
Graitschen bei Bürgel, Graitschen b. Bürgel – miejscowość i gmina w Niemczech, w kraju związkowym Turyngia, w powiecie Saale-Holzland.
Niektóre zadania administracyjne gminy realizowane są przez miasto Bürgel, która pełni rolę „gminy realizującej” (niem. „erfüllende Gemeinde”).